# Муховац
Муховац је насеље у Србији у општини Бујановац у Пчињском округу. Према попису из 2022. било је 693 становника.

## Демографија
У насељу Муховац живи 398 пунолетних становника, а просечна старост становништва износи 31,5 година (31,5 код мушкараца и 31,4 код жена). У насељу има 95 домаћинстава, а просечан број чланова по домаћинству је 6,00.
Ово насеље је великим делом насељено Албанцима (према попису из 2002. године), а у последња три пописа, примећен је пад у броју становника.
|  |

| Демографија | Демографија | Демографија |
| Година      | Становника  | Становника  |
| ----------- | ----------- | ----------- |
| 1948.       | 431         |             |
| 1953.       | 491         |             |
| 1961.       | 520         |             |
| 1971.       | 564         |             |
| 1981.       | 629         |             |
| 1991.       | 606         | 587         |
| 2002.       | 570         | 712         |
| 2022.       | 693         |             |

| Етнички састав према попису из 2002.‍ | Етнички састав према попису из 2002.‍ | Етнички састав према попису из 2002.‍ | Етнички састав према попису из 2002.‍ | Етнички састав према попису из 2002.‍ |
| ------------------------------------ | ------------------------------------ | ------------------------------------ | ------------------------------------ | ------------------------------------ |
|                                      |                                      |                                      |                                      |                                      |
| Албанци                              | Албанци                              |                                      | 567                                  | 99,47%                               |
| Бошњаци                              | Бошњаци                              |                                      | 2                                    | 0,35%                                |
| непознато                            | непознато                            |                                      | 1                                    | 0,17%                                |

| Година пописа     | 1948. | 1953. | 1961. | 1971. | 1981. | 1991. | 2002. |
| ----------------- | ----- | ----- | ----- | ----- | ----- | ----- | ----- |
| Број домаћинстава | 68    | 73    | 76    | 79    | 87    | 91    | 95    |

| Број чланова      | 1 | 2 | 3 | 4 | 5  | 6  | 7  | 8 | 9 | 10 и више | Просек |
| ----------------- | - | - | - | - | -- | -- | -- | - | - | --------- | ------ |
| Број домаћинстава | 3 | 7 | 6 | 8 | 18 | 16 | 15 | 9 | 6 | 7         | 6,00   |

| Пол    | Укупно | Неожењен/Неудата | Ожењен/Удата | Удовац/Удовица | Разведен/Разведена | Непознато |
| ------ | ------ | ---------------- | ------------ | -------------- | ------------------ | --------- |
| Мушки  | 229    | 93               | 121          | 14             | 1                  | 0         |
| Женски | 205    | 60               | 129          | 16             | 0                  | 0         |
| УКУПНО | 434    | 153              | 250          | 30             | 1                  | 0         |

| Пол    | Укупно                    | Пољопривреда, лов и шумарство | Рибарство                            | Вађење руде и камена | Прерађивачка индустрија       |
| ------ | ------------------------- | ----------------------------- | ------------------------------------ | -------------------- | ----------------------------- |
| Мушки  | 135                       | 71                            | 0                                    | 0                    | 5                             |
| Женски | 63                        | 43                            | 0                                    | 0                    | 1                             |
| УКУПНО | 198                       | 114                           | 0                                    | 0                    | 6                             |
| Пол    | Производња и снабдевање   | Грађевинарство                | Трговина                             | Хотели и ресторани   | Саобраћај, складиштење и везе |
| Мушки  | 1                         | 5                             | 4                                    | 1                    | 1                             |
| Женски | 0                         | 0                             | 0                                    | 0                    | 0                             |
| УКУПНО | 1                         | 5                             | 4                                    | 1                    | 1                             |
| Пол    | Финансијско посредовање   | Некретнине                    | Државна управа и одбрана             | Образовање           | Здравствени и социјални рад   |
| Мушки  | 0                         | 2                             | 6                                    | 13                   | 0                             |
| Женски | 0                         | 0                             | 0                                    | 1                    | 3                             |
| УКУПНО | 0                         | 2                             | 6                                    | 14                   | 3                             |
| Пол    | Остале услужне активности | Приватна домаћинства          | Екстериторијалне организације и тела | Непознато            | Непознато                     |
| Мушки  | 2                         | 0                             | 0                                    | 24                   | 24                            |
| Женски | 4                         | 0                             | 0                                    | 11                   | 11                            |
| УКУПНО | 6                         | 0                             | 0                                    | 35                   | 35                            |